# Besford
Besford è un villaggio e allo stesso tempo una parrocchia civile nel Wychavon, distretto del Worcestershire, Inghilterra. Secondo il censimento del 2001 aveva una popolazione di 147 abitanti. Il villaggio è vicino a Pershore.